# Heliamphora pulchella
Heliamphora pulchella ist eine präkarnivore Pflanzenart aus der Gattung der Sumpfkrüge (Heliamphora). Die Art wurde erst 2005 unter anderem anhand von Herbarmaterial erstbeschrieben und gegen die eng verwandte Heliamphora minor abgesetzt.

## Beschreibung

### Blätter
Bei den Blättern der Pflanze handelt es sich um 5 bis 20 cm große, im Durchmesser bis zu 8 cm weite Schläuche. Das Blattinnere ist spärlich mit borstigen Härchen versehen, die bis zu mehrere Millimeter lang sind. Ein helmförmiger „Deckel“, der bis zu 10 mal 8 Millimeter groß und kurz gestielt ist, sitzt am Schlauchrand.

### Blüten
Am Ende eines rund 50 Zentimeter langen Stängels steht eine Blüte mit einem Durchmesser von rund 10 Zentimetern. Sie besitzt vier weiße bis blassrosafarbene, länglich-lanzettförmige Blütenblätter, die etwa fünf cm lang und zwei cm breit sind. Diese umfassen zehn bis fünfzehn Staubblätter mit drei bis vier Millimeter langen Staubbeuteln.

## Verbreitung
Die Art findet sich auf mehreren venezolanischen Tepuis der Region Chimanta. Sie bevorzugt vollsonnige, gelegentlich überflutete Standorte an flachen Gewässern.

## Etymologie
Der Name Heliamphora ist aus den griechischen Bezeichnungen für Sumpf und Krug zusammengesetzt; das Epitheton pulchella bezieht sich auf die besondere Schönheit der Art.